# Victor Corrêa
Victor Corrêa (ur. 17 marca 1990 roku w Minas Gerais) – brazylijski kierowca wyścigowy.

## Kariera
Corrêa rozpoczął karierę w jednomiejscowych samochodach wyścigowych w 2006 roku od startów w Formule São Paulo, gdzie dwukrotnie stawał na podium. Z dorobkiem 58 punktów uplasował się tam na szóstej pozycji w klasyfikacji generalnej. Rok później w tej samej serii był już mistrzem. W późniejszych latach Brazylijczyk pojawiał się także w stawce Festiwalu Formuły Ford, Brytyjskiej Formuły Ford, Brytyjskiej Formuły 3, European F3 Open, Brytyjskiej Formuły Renault, Radical European Masters oraz Radical UK Cup.

## Statystyki
| Sezon | Seria                                | Zespół            | Wyścigi | PP | Zwycięstwa | Podium | NO | Punkty | Pozycja |
| ----- | ------------------------------------ | ----------------- | ------- | -- | ---------- | ------ | -- | ------ | ------- |
| 2006  | Formuła São Paulo                    |                   |         |    |            |        |    | 48     | 6       |
| 2007  | Formuła São Paulo                    | Alpie Comeptições | 10      |    | 6          | 4      |    | 117    | 1       |
| 2008  | Brytyjska Formuła Ford               | Jamun Racing      | 25      | 1  | 2          | 8      | 1  | 414    | 4       |
| 2008  | Festiwal Formuły Ford                | Jamun Racing      | 1       | 0  | 0          | 0      | 0  | N/A    | 10      |
| 2009  | Brytyjska Formuła 3 (klasa narodowa) | Litespeed F3      | 20      | 0  | 1          | 10     | 0  | 184    | 3       |
| 2010  | Brytyjska Formuła Renault            | CRS Racing        | 7       | 0  | 0          | 0      | 0  | 42     | 19      |
| 2010  | European F3 Open                     | Team West-Tec     | 12      | 0  | 1          | 1      | 0  | 28     | 12      |
| 2010  | European F3 Open (Copa)              | Team West-Tec     | 12      | 2  | 2          | 7      | 5  | 62     | 5       |
| 2011  | European F3 Open                     | Team West-Tec     | 16      | 0  | 2          | 0      | 3  | 59     | 6       |
| 2012  | Radical European Masters - Masters   | Marks Electricals | 2       | 0  | 0          | 1      | 0  | 0      | NS      |
| 2012  | Radical UK Cup - Masters             | Marks Electricals | 4       | 2  | 0          | 1      | 1  | 35     | 12      |
| 2013  | Radical European Master Series       | Marks Electricals | 14      | 6  | 4          | 4      | 9  | 159    | 1       |